# Iván, Győr-Moson-Sopron
Iván  este un sat în districtul Sopron, județul Győr-Moson-Sopron, Ungaria, având o populație de 1.324 de locuitori (2011). 

## Demografie
Componența etnică a satului Iván
     Maghiari (88,58%)
     Romi (10,14%)
     Germani (1,28%)
Componența confesională a satului Iván
     Romano-catolici (72,28%)
     Luterani (1,13%)
     Necunoscută (26,06%)
     Fără religie (0,53%)
     Alte religii (0,6%)
Conform recensământului din 2011, satul Iván avea 1.324 de locuitori. Din punct de vedere etnic, majoritatea locuitorilor (88,58%) erau maghiari, existând și minorități de romi (10,14%) și germani (1,28%).  Din punct de vedere confesional, majoritatea locuitorilor (72,28%) erau romano-catolici, cu o minoritate de luterani (1,13%). Pentru 26,06% din locuitori nu este cunoscută apartenența confesională.